# Dino Shafeek
Dino Shafeek (soms op de aftiteling vermeld als Dino Shaffer) (Dhaka (Brits-Indië), 21 maart 1930 – Londen, 10 maart 1984) was een Bengalees acteur. 

## Biografie
Dino Shafeek volgde zijn opleiding aan de Guildhall School of Music and Drama in Engeland. Hij behaalde een graad in Kunst aan de Universiteit van Dhaka. Naast zijn acteerwerk deed hij ook veel voor liefdadigheid.
Hij werd bekend als theeverkoper ('Char Wallah') Muhammed in de comedyserie It Ain't Half Hot Mum (Oh moeder wat is het heet). Ook speelde hij een vaste rol in de serie Mind Your Language. 
Shafeek overleed op 53-jarige leeftijd aan een hartaanval.

## Filmografie
- The Long Duel (1967) - Akbar
- Softly Softly Televisieserie - Anwar (Afl., The Target: Part 1: Sighted, 1967|The Target: Part 2, Point Blank, 1967)
- The Charge of the Light Brigade (1968) - Indische bediende
- The Jazz Age Televisieserie - Rol onbekend (Afl., The Outstation, 1968)
- The Troubleshooters Televisieserie - Abdhul (Afl., You're Not Going to Believe This, But..., 1969)
- Special Branch Televisieserie - Majid (Afl., The Promised Land, 1969)
- The Rivals of Sherlock Holmes Televisieserie - Ali (Afl., The Duchess of Wiltshire's Diamonds, 1971)
- Young Winston (1972) - Sikh-soldaat
- Stand Up, Virgin Soldiers (1977) - Indische poortwachter
- Carry on Emmannuelle (1978) - Ambtenaar immigratiedienst
- Hazell Televisieserie - Raji (Afl., Hazell Bangs the Drum, 1979)
- Mind Your Language Televisieserie - Ali Nadim (21 afl., 1977-1979)
- Minder Televisieserie - Chauffeur mini-taxi (Afl., All About Scoring, Innit?, 1980)
- It Ain't Half Hot Mum Televisieserie - Char Wallah Muhammed (56 afl., 1974-1981)
- Into the Labyrinth Televisieserie - Suleiman (Afl., Shadrach, 1981)
- High Road to China (1983) - Satvinda

- International Standard Name Identifier: 0000 0000 4608 4589
- Library of Congress Control Number: no2003083808
- Virtual International Authority File: 29226426
- WorldCat: E39PBJrm6W4VrgBkC988mYwKVC